# Дикерсон, Лэндон
Лэндон Дикерсон (англ. Landon Dickerson; 30 сентября 1998, Хикори, Северная Каролина) — профессиональный американский футболист, выступающий на позиции гарда в клубе НФЛ «Филадельфия Иглз». На студенческом уровне играл за команды Университета штата Флорида и Алабамского университета. Победитель студенческого национального чемпионата в сезоне 2020 года. Обладатель наград лучшему центру и лучшему блокирующему NCAA по итогам 2020 года. На драфте НФЛ 2021 года был выбран во втором раунде.

## Биография
Лэндон Дикерсон родился 30 сентября 1998 года в Хикори в Северной Каролине. Он окончил старшую школу Саут Колдуэлл в Хадсоне, в составе её футбольной команды играл линейным нападения. Принимал участие в нескольких матчах звёзд школьного футбола. На момент окончания школы Дикерсон был лучшим молодым гардом страны по версии Rivals, входил в число пяти лучших тэклов по рейтингам ESPN и 247Sports.

### Любительская карьера
В 2016 году Дикерсон поступил в университет штата Флорида. В дебютном сезоне он сыграл в семи матчах, после чего получил травму колена и пропустил заключительную часть турнира. В 2017 году из-за травмы смог сыграть только четыре игры, а в 2018 году всего одну. В последнем из этих сезонов ему по медицинским причинам был присвоен статус освобождённого игрока.
Осенью 2019 года Дикерсон перевёлся в Алабамский университет и выиграл борьбу за место в стартовом составе команды. Он сыграл девять матчей на позиции правого гарда, в четырёх играл центром. Проведя на поле 727 розыгрышей, Дикерсон пропустил всего один сэк. Нападение Алабамы по итогам турнира 2019 года стало вторым по результативности в NCAA. В сезоне 2020 года он был стартовым центром Алабамы. По его итогам Дикерсон стал вторым центром дивизиона по оценкам сайта Pro Football Focus, получил Трофей Римингтона лучшему центру NCAA и разделил награду Джейкобс Блокинг Трофи лучшему блокирующему с партнёром по команде Алексом Ледервудом.

### Профессиональная карьера
Перед драфтом НФЛ 2021 года аналитик сайта Bleacher Report Брэндон Торн оценивал Дикерсона как лучшего внутреннего линейного нападения, сравнивая его с Тревисом Фредериком. К плюсам игрока он относил его телосложение, сильные руки, быстроту и подвижность, агрессивность и умение не выключаться из борьбы до свистка судьи, опыт игры на позициях гарда и центра. Главными недостатками, по мнению Торна, были богатая история травм игрока и навыки чтения игры защиты.
На драфте Дикерсон был выбран «Филадельфией» во втором раунде. В июле он подписал с клубом четырёхлетний контракт на общую сумму 8,6 млн долларов. Первую часть предсезонных сборов он пропустил из-за несвязанной с футболом травмы, а после возобновления тренировок быстро адаптировался в команде. В НФЛ Дикерсон дебютировал на второй неделе регулярного чемпионата, через месяц стал игроком стартового состава. Всего в сезоне 2021 года он сыграл четырнадцать матчей в чемпионате и одну игру в плей-офф, действуя на позициях правого и левого гардов.